# Gonatocerus ashmeadi
Gonatocerus ashmeadi är en stekelart som beskrevs av Girault 1915. Gonatocerus ashmeadi ingår i släktet Gonatocerus och familjen dvärgsteklar. Inga underarter finns listade i Catalogue of Life.